# Polihidroxietilmetacrilato
Poli(2-hydroxietil methacrilato) (pHEMA) es un polímero que forma un hidrogel en agua. Fue inventado por Drahoslav Lim para lentes de contacto.  Los copolímeros de polihidroxietilmetacrilato todavía son ampliamente usados hoy en día.

## Aplicaciones
El PHEMA es un material flexible. Las lentes de contacto hechas de este material son demasiado gruesas para que suficiente oxígeno pueda difundir a través de ellas hacia la córnea del ojo, así que todas las lentes de contacto hechas de este material, se fabrican por copolimerización de PHEMA y otros copolímeros que hacen el gel más delgado e incrementan la cantidad de agua dentro del hidrogel.